# Fernando Scarpa

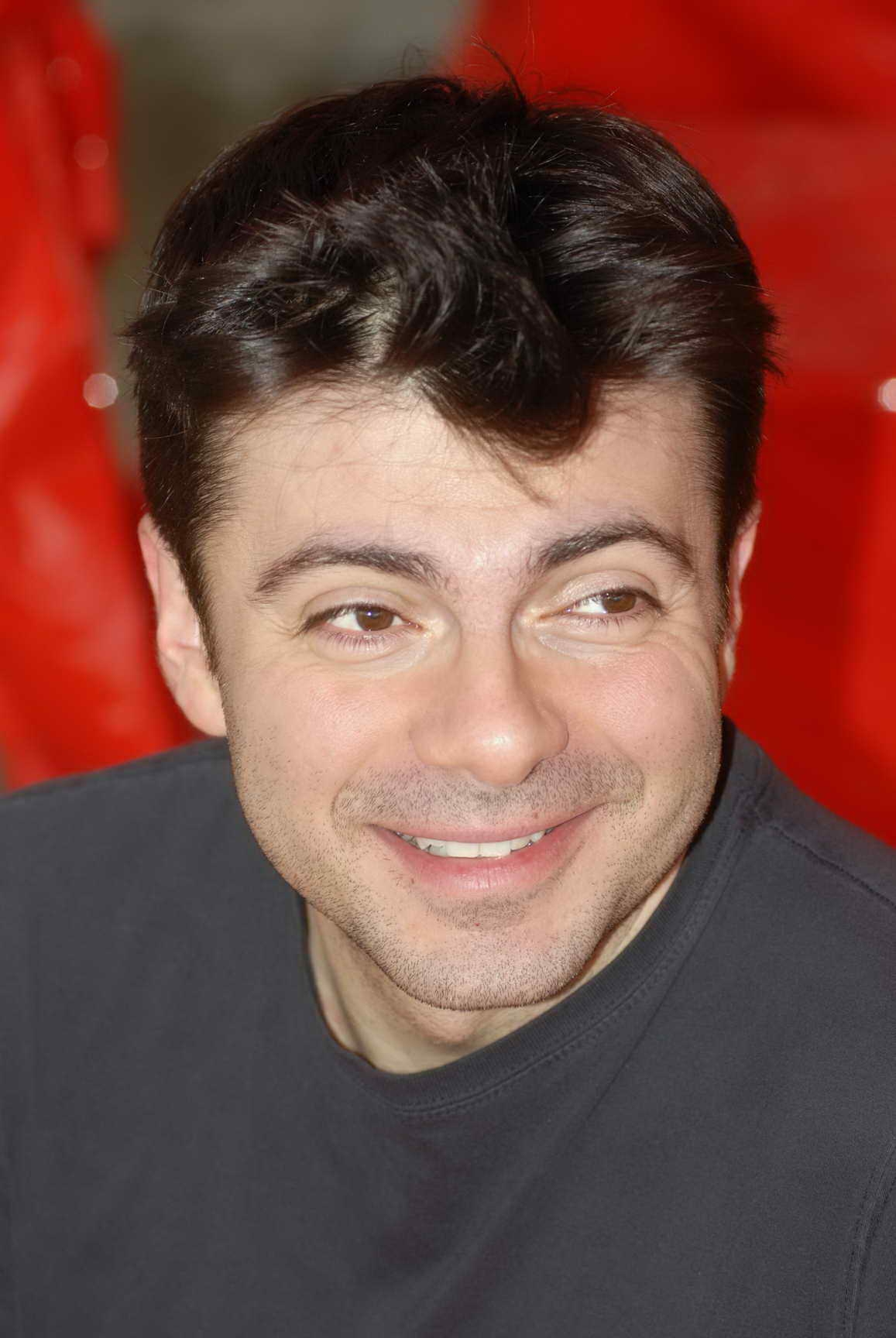
Fernando Scarpa

Fernando Scarpa (* 10. Dezember 1968 in Mailand) ist ein italienischer Theaterregisseur.

## Leben
Fernando Scarpa hat in deutscher moderner Sprache und Literatur promoviert (Doktorarbeit über „den Prinzen von Homburg von Kleist“), und seine Schauspielerprüfung an der Accademia d’Arte Drammatica „Silvio D’Amico“ in Rom absolviert. Mit Lehrern wie Luca Ronconi, Mario Ferrero, Marisa Fabbri arbeitete er während dieser Zeit zusammen. Daher beherrscht er die italienische, die deutsche und die englische Sprache. Nach seinem akademischen Abschluss war Scarpa im Teatro Stabile di Torino als Schauspieler tätig, mit Rollen in „Die letzten Tage der Menschheit“ (von Karl Kraus, Regie Luca Ronconi (1990) sowie „Die Irre von Chaillot“ (Jean Giraudoux) unter der Regie von Luca Ronconi) reifte er zum italienischen Regisseur und Leiter von europäischem Format.
Von 1991 bis 1993 hat er u. a. den Prinzen von Mantua (De Musset, Regie L. Salveti) und Mercutio in Romeo und Giulietta (Shakespeare, Regie L. Salveti), Teatro Stabile Abbruzzese (1991), interpretiert. In seiner Eigenschaft als Regieassistent von Lorenzo Salveti (1991/1993) inszenierte er die Fedra von Seneca, Romeo und Giulietta von Shakespeare und Tausend und eine Nacht verschiedener Autoren. Von 1993 bis 1999 war er als Regieassistent und Assistent der künstlerischen Leitung von Maurizio Scaparro, Künstlerischer Leiter von verschiedenen Stadttheatern Italiens und Europas (u. a. Teatro Stabile di Roma, Biennale di Venezia, Teatro Eliseo di Roma, Teatre des Italiens Paris) tätig.
In den Jahren 1993/1999 war er als Regieassistent von Maurizio Scaparro an folgenden Inszenierungen beteiligt: Il teatro Comico (Goldoni) mit Valeria Moriconi, Teatro Excelsior (Cerami) mit Massimo Ranieri, Cirano (Rostand) mit Pino Micol, Casanova (Abirached) mit Giorgio Albertazzi, Memorie di Adriano (M.Yourcenar) mit G. Albertazzi, Enrico IV (Pirandello) mit Glauco Mauri, Le Mille e una Notte mit M. Ranieri und Laura del Sol, Il Gabbiano (Checov) mit V. Moriconi, Memorias de Adriano, spanische Version mit Pepe José Sancho, Urfaust (Goethe) mit G. Albertazzi. Er war als Assistent von Maurizio Scaparro im Rahmen der künstlerischen Leitung der Compagnia Italiana (1993/95) tätig, in Cinema è Teatro, eine Veranstaltung im Rahmen des Karnevals in Venedig (1995), beim Festival d’Autunno, der im Teatro Olimpico in Vicenza (1996/97) stattgefunden hat, und im Teatro Eliseo, Teatro Stabile Rom (1997–1999).
Fernando Scarpa war von 1995 bis 1997 künstlerischer Leiter des Centro per la ricerca sui nuovi linguaggi dello spettacolo (Zentrum für die Forschung über die neuen Sprachen des Theaters), wobei er folgendes realisierte: Mostra sul teatro di Totò (Venedig, Rom, Palermo, Neapel, Udine, Caserta), die Convegni di teatro classico im Teatro Olimpico von Vicenza, die Mostra sull’Edipo von Pier Paolo Pasolini (Vicenza und Rom), und die Serata per la Fenice di Venezia mit Valeria Moriconi, Elisabetta Pozzi. Für das Teatro Eliseoleitete er: Telethon, Genetica e Palcoscenico mit Leo Gullotta, Giorgio Albertazzi, Glauco Mauri, Massimo Ranieri (RaiUno, Moderator Vincenzo Mollica).
Abgesehen von seiner Bühnentätigkeit an der Seite von Spitzenkräften in Europa und in Italien beschäftigte er sich erfolgreich mit der Organisation italienischer und europäischer Projekte, auch außerhalb des Theaterbereichs. Er war der Autor des Projektes der Ausstellung über Giacomo Casanova, die ausgehend von Tokio, Osaka, Prag und Edinburgh in verschiedenen europäischen Städten stattgefunden hat; Produzent der internationalen Vorstellung Tausend und eine Nacht in Palermo, Marseille, Thessaloniki, Madrid, und Autor des Projektes der Inszenierung der Italienische Reise Goethes mit Klaus Maria Brandauer, (offiziellen Vertreter Italiens bei der Kulturstadt 99 Weimar).
Im November 1999 war er persönlicher Assistent von Klaus Maria Brandauer in der Inszenierung des Cyrano von Bergerac im Burgtheater in Wien, Regie Sven-Eric Bechtolf. Seit Februar 2000 wohnte er in Berlin. Für die Expo 2000 in Hannover am Schluss der Veranstaltungen des Italienischen Pavillons, führt er die Regie der „Italienische Reise“ von Goethe, mit Alexander Simon in der Rolle der jungen Goethe. Ein Erfolg im Expo Theater, für einen Abend mit Musik und Schauspiel, gespielt vom gesamten Orchester des Teatro Massimo di Palermo. Weitere Vorstellungen folgten in Italien.
Im Juni 2000 war er Regieassistent beim Theater des Westens in Berlin für das Musical Falco meets Amadeus. 2000/2002 ist er erster Spielleiter des TdW und Artistical Supervisor des Musicals FMA. Im Sommer 2001 führte er die Regie von „Der junge Luther“ von John Osborne in der Lutherstadt Wittenberg. Das Schauspiel, open-air in drei Bühnen mit 43 Schauspielern an dem Ort der Reformation, bekam viel Erfolg und Publikum- und Medien-Resonanz, sowie die Einladung zur Eröffnung des Festivals Palermo di Scena in Palermo. Für das ZDF inszeniert er Klassisch! Stars zu Gast bei Senta Berger, mit José Carreras, José Cura.
Im Sommer 2002 inszenierte er Thesys, ein Treffen mit dem Teufel, nach verschiedenen Autoren und konnte an seinen Erfolg des „Jungen Luther“ im Vorjahr anknüpfen. Ab Juni 2003 übernahm Scarpa die künstlerische Leitung der „Bühne Wittenberg“, einem Projekt für Theater, Kunst und Kultur in ganz Deutschland. Nach der Wiederaufnahme von „Thesys“ im Juni 2003 wird das internationale und mehrsprachige Stück „Luther Stories“ in Wittenberg unter seiner Regie uraufgeführt.
Im November 2003 folgte in dem historischen Wittenberger Schloss von Friedrich dem Weisen seine Inszenierung von William Shakespeares Hamlet. Der Prinz von Dänemark kehrt in seine Studienstadt zurück und lässt seine Geschichte wieder lebendig werden. 2004 setzte er die seit 2001 bestehende Tradition auf 17 Bühnen mit dem Projekt „Wittenberg auf der Bühne“ fort. Mit seiner Inszenierung „Johann Faust – Leben und Tod eines Wittenbergers“ 2005 beendete er sein Wirken in der Lutherstadt Wittenberg.
Scarpa zog in die USA, um Erfahrung im amerikanischen Filmgeschäft zu sammeln. Er drehte im September 2005 sein Erstlingswerk „Brothers“, welches zweifach als „Bester Kurzfilm“, „Bestes Drehbuch“ und „Bestes Regiedebüt“ während des NYIIFVF in Los Angeles und New York ausgezeichnet wurde. Nachdem Scarpa in Amerika erfolgreich wirkte, kehrte er zurück nach Deutschland, um für das Musical „Martin Luther King“, eine große Musicalproduktion mit Uraufführung in der historischen Kaiser-Wilhelm-Gedächtniskirche im Herzen Berlins, Regie zu führen.
Im Jahr 2013 produzierte er gemeinsam mit Marco Beltrami den Kurzfilm 'Band' unter der Regie von Coleman Beltrami. 2014 schrieb er den Kurzfilm 'Doradus', ein Mystery-Drama über eine moderne Geistergeschichte, wobei er auch Regie führte.
In den Vereinigten Staaten setzte Scarpa seine Karriere im Theater fort, während er an Filmen arbeitete und an der UCLA Extension unterrichtete. 2010 führte er bei 'The Memoirs of Dr. Q', ein Theaterstück geschrieben von Karen Maxwell, und 'Henry IV' geschrieben von Luigi Pirandello Regie. Im Rossellini Theater Los Angeles inszenierte Scarpa 2011 das Stück 'Italian Journey', welches auf J.W. Goethe beruht. 2012 folgte 'Galileo 1610', eine Geschichte über den magischen Winter wissenschaftlicher Entdeckungen des italienischen Wissenschaftlers Galileo Galilei, wobei Fernando das Drehbuch schrieb und auch Regie führte. Für das Saban Theater in Los Angeles inszenierte Fernando eine Lesung der Komödie 'Intimations of Mortality', geschrieben von Ivan Rothberg und Jeanne Grandilli. Im 2013 spielte Scarpa die Hauptrolle Paolo in der von Louise Munson geschriebenen Komödie 'Luigi'. Das Stück unter der Regie von Annie McVey wurde im VS Theater in Los Angeles uraufgeführt. 2014 inszenierte er William Shakespeares 'Romeo und Julia' mit Rob August und Sara Francine in den Hauptrollen im Rossellini Theater in Los Angeles. Das Stück 'Galileo 1610' wurde im Jahr 2014 wieder aufgeführt.